# Article 72-2 de la Constitution de la Cinquième République française
Article 72-1 Article 72-3
L'article 72-2 de la Constitution de la Cinquième République française est un article de la Constitution française qui régit les ressources des collectivités territoriales.

## Contenu
« Les collectivités territoriales bénéficient de ressources dont elles peuvent disposer librement dans les conditions fixées par la loi.

Elles peuvent recevoir tout ou partie du produit des impositions de toutes natures. La loi peut les autoriser à en fixer l'assiette et le taux dans les limites qu'elle détermine.
Les recettes fiscales et les autres ressources propres des collectivités territoriales représentent, pour chaque catégorie de collectivités, une part déterminante de l'ensemble de leurs ressources. La loi organique fixe les conditions dans lesquelles cette règle est mise en œuvre.
Tout transfert de compétences entre l'Etat et les collectivités territoriales s'accompagne de l'attribution de ressources équivalentes à celles qui étaient consacrées à leur exercice. Toute création ou extension de compétences ayant pour conséquence d'augmenter les dépenses des collectivités territoriales est accompagnée de ressources déterminées par la loi.

La loi prévoit des dispositifs de péréquation destinés à favoriser l'égalité entre les collectivités territoriales. »
— Article 72-2 de la Constitution du 4 octobre 1958

## Historique
L'article 72-2 de la Constitution a été créé par la loi constitutionnelle n°2003-276 du 28 mars 2003, adoptée dans le cadre de l'« Acte II » de la décentralisation à l'initiative du gouvernement Raffarin.

## Analyse
L'article 72-2 pose certains principes relatifs aux finances locales et aux relations entre l'État et les collectivités. Il précise ainsi les dispositions de l'article 34 selon lequel la loi pose les principes fondamentaux des ressources des collectivités territoriales.
Ces principes sont :
- la liberté d'utilisation de leurs ressources par les collectivités territoriales, sans laquelle il ne saurait y avoir de liberté d'administration effective.

- une marge de manœuvre dans la fixation des taux et des assiettes des impositions. Cette faculté est toutefois encadrée par la loi. Ainsi, le niveau des taux appliqués aux impôts locaux, ainsi que leur progression, sont souvent limités par la loi. Si cet article consacre le principe d'autonomie financière des collectivités territoriales, il n'en découle pas que celles-ci disposent de l'autonomie fiscale, conformément à la décision 599-DC du 29 décembre 2009 rendue par le Conseil constitutionnel à propos de la loi de finances pour 2010 (« qu'il ne résulte ni de l'article 72-2 de la Constitution ni d'aucune autre disposition constitutionnelle que les collectivités territoriales bénéficient d'une autonomie fiscale ; que, dès lors, le grief tiré de ce que les régions perdraient le pouvoir de fixer le taux d'une de leurs ressources fiscales est inopérant »[2]).

- le caractère « déterminant » des ressources propres dans le budget local. Il s'agit d'assurer une certaine autonomie financière des collectivités par rapport à l’État. Une part déterminante n'est toutefois pas une part prépondérante et la portée de cette disposition demeure à préciser. Dans sa décision n°2004-500 DC du 29 juillet 2004 sur la loi organique relative à l'autonomie financière des collectivités territoriales, le Conseil constitutionnel a jugé que le seuil minimal de ressources propres dont peuvent disposer les collectivités se mesurent par rapport au niveau de 2003[3]. Ces niveaux sont définis par catégories de collectivités territoriales et sont les suivants : 60,8 % pour les communes, 58,6 % pour les départements, 41,7 % pour les régions[4]. En 2014, les ressources propres des collectivités représentent 66,4 % des ressources des communes, 68,8 % des ressources des départements et 58,1 % des ressources des régions[5].

- la compensation des transferts de compétences. C'est un sujet de discussion récurrent entre l’État et les élus locaux : lorsque, en vertu des lois de décentralisation, l’État transmet à une collectivité territoriale une part de ses attributions, il doit également leur fournir les moyens de supporter cette nouvelle charge. Plusieurs principes encadrent la compensation des transferts de compétence. Elle doit correspondre intégralement à la charge financière de la compétence transférée, la concomitance de la compensation au transfert, l'évolution du montant de la compensation en fonction de l'évolution de la charge de la compétence concernée et le respect de l'autonomie financière des collectivités. Par conséquent, la compensation doit plutôt prendre la forme d'un transfert de fiscalité et non d'une dotation financière.

- la promotion de l'égalité entre les collectivités territoriales par des dispositifs de transferts de ressources (péréquation), également sujets à discussion, de nouveaux mécanismes étant régulièrement introduits. Il s'agit là d'un objectif et non d'un droit dont peuvent se prévaloir les collectivités locales. Ainsi, le non-respect du principe de péréquation n'est pas invocable dans le cadre d'une question prioritaire de constitutionnalité (Conseil constitutionnel, 22 septembre 2010, décision n°2010-29/37 QPC)[6]. La péréquation fait l'objet de deux mécanismes complémentaires. La péréquation verticale est à la charge de l'État, au travers de dotations différenciées en fonction du niveau de richesse des collectivités. La dotation globale de fonctionnement des départements comprend par exemple deux parts de péréquation pour les départements ruraux d'une part et pour les départements urbains d'autre part. La péréquation horizontale se fait entre les collectivités elles-mêmes, au travers de fonds comme le fonds de péréquation intercommunal et communal (FPIC), abondé par les communes les plus riches au profit des plus pauvres. L'existence de ces mécanismes de péréquation, qui sont un tempérament au principe de libre administration, ne peuvent avoir pour effet de restreindre les ressources des collectivités territoriales au point de dénaturer le principe de libre administration (Conseil constitutionnel, décision n°2011-142/145 QPC, 30 juin 2011, Département de Seine-Saint-Denis).